# Вассер, Соломон Павлович
Соломо́н Па́влович Ва́ссер (род. 26 августа 1946, Львов) — украинский советский и израильский учёный, ботаник, миколог, доктор биологических наук, профессор, член-корреспондент Национальной академии наук Украины. Признан мировым научным сообществом как один из лидеров микологической науки.

## Биография
Соломон Павлович Вассер родился 26 августа 1946 года во Львове в интеллигентской семье, отец — юрист, мать — актриса, преподаватель эстетики и стилистики. Среднюю школу окончил в закарпатском городе Берегове и в 1964 году поступил в Ужгородский государственный университет на факультет биологии. Специализировался на кафедре систематики и морфологии растений, где и заинтересовался макромицетами. На кафедре отсутствовала подготовка по специальности «микология», поэтому заведующий кафедрой В. И. Комендарь обратился в киевский Институт ботаники АН УССР и научным руководителем Вассера в 1967 году стала М. Я. Зерова, известный специалист-агариколог.
В 1969 году С. П. Вассер закончил УжГУ и поступил в аспирантуру отдела микологии Института ботаники. Во время обучения в аспирантуре молодой учёный участвовал в многочисленных экспедициях по степной зоне Украины, в которых был накоплен большой материал по макромицетам, исследованы различные степные растительные сообщества. В 1973 году на основе материалов экспедиций написал и защитил кандидатскую диссертацию «Agaricales s.l. степной зоны Украины». В Институте ботаники была начата подготовка к изданию многотомника «Флора грибов Украины», и С. П. Вассер продолжает углублённое изучение темы. Результатом работы учёного стал выпуск в 1980 году фундаментального тома «Флора грибов Украины. Агариковые грибы». В этой монографии представлено 205 таксонов видового и инфравидового ранга семейства Шампиньоновые (Agaricaceae), из них 43 были впервые обнаружены на Украине, 9 описаны как новые для науки, также предложено более 20 новых таксономических комбинаций.
Затем учёным с целью более глубокого изучения теоретических проблем агарикологии была значительно расширена география исследований, он совершил экспедиции по Сибири, Алтаю, Дальнему Востоку СССР, обрабатывал гербарные образцы, присылаемые из коллекций США и Западной Европы. Результатом обработки новых материалов стала докторская диссертация «Семейство Agaricaceae Советского Союза», защищённая в 1982 году и итоговая монография «Агариковые грибы СССР», изданная в 1985 году.
Одновременно, в 1970-х — начале 1980-х годов, С. П. Вассер занимался разработками в новой для Украины области — промышленного культивирования грибов. Достижения отдела микологии внедрялись в практику на базе грибоводческих колхозов и лесхозов, которые только зарождались на Украине. По этой теме был опубликован ряд трудов, в том числе несколько коллективных монографий. В 1982 году за исследования в области промышленного грибоводства С. П. Вассер награждён Премией им. Н. Г. Холодного АН УССР.
В 1985 году назначен на должность заведующего отделом альгологии (ныне отдел фикологии) киевского Института ботаники, затем становится научным руководителем гербария института. В 1988—1994 годах — профессор кафедры биологии Киевского медицинского института, читает курсы общей биологии, основы медицинской генетики, руководит научными исследованиями. В 1988 году избран членом-корреспондентом Академии наук УССР.
В 1980-х — начале 1990-х годов, несмотря на возросшие обязанности, продолжает успешно трудиться как исследователь-миколог, издаёт ряд монографий, справочных и учебных пособий. В этот период печатается коллективный труд — справочник «Методы экспериментальной микологии» (1982), в соавторстве с И. О. Дудкой — «Справочник миколога и грибника» (1987), первый том капитального издания «Низшие растения, грибы и мохообразные советского Дальнего Востока» (1990), соавтором и ответственным редактором которого стал С. П. Вассер, монография «Съедобные и ядовитые грибы Карпат» (1990), ещё один том «Флоры грибов Украины» — «Аманитальные грибы» (1992) и другие. В 1991 году за вклад в развитие агарикологии С. П. Вассер награждён премией Фонда Александра и Хелен Смит (США).
С 1994 года — в Израиле, где он возглавил Международный центр биоразнообразия и биотехнологии споровых растений и грибов (Biodiversity and Biotechnology Center of Cryptogamic Plants and Fungi, BCCPF) в Институте эволюции при Университете г. Хайфа. Здесь он написал книгу «Съедобные и ядовитые грибы Израиля» (1995), организовал комплексные исследования флоры споровых растений и грибов заповедника «Кармель». Научной сенсацией стало открытие совместно с израильскими коллегами наличия в Мёртвом море около 70 видов высших грибов и оомицетов. Результаты изучения микофлоры Мёртвого моря впервые опубликованы в 1998 году, а в 2004 изданы в виде монографии на английском языке. Работая в Израиле, Соломон Павлович Вассер сотрудничает с учёными Украины и России, оказывает научную и материальную поддержку, организует мероприятия, продолжает публиковаться в украинских и российских научных журналах.

## Научные достижения
В многолетней экспедиционной работе, лабораторных исследованиях свежесобранного и коллекционного материала С. П. Вассером накоплен огромный научный опыт, позволивший создать оригинальный комплексный подход к методологии изучения высших базидиомицетов. Учёным монографирована и критически обработана флора семейства шампиньоновых на территориях Украины, бывшего СССР в целом, российского Дальнего Востока, Вьетнама, нескольких штатов США и Израиля, а также флора диатомовых водорослей Украины, ведётся работа по систематическому изучению альго- и микофлоры Израиля. Сравнительное изучение таксонов шампиньоновых и мухоморовых грибов позволило прояснить некоторые вопросы систематики и филогении базидиомицетов, выдвинута гипотеза о происхождении предков семейства шампиньоновых в каменноугольном — пермском периодах на территории современных Юго-Восточной Азии и Меланезии. Всеобщее признание заслужила созданная Вассером авторская система семейства шампиньоновых.
В области экологии предложен оригинальный подход к изучению биоразнообразия и роли криптогамных растений и грибов в окружающей среде. С целью облегчения объяснения роли грибов в экосистемах отдельных территорий и Земного шара в целом введено новое для науки понятие грибного коэффициента (англ. fungal coefficient, FC).
В области морфологии грибов разработана методика определения геометрических характеристик базидий, определены закономерности геометрии базидий, стеригм и спор, которые могут служить таксономическими признаками.
Значителен вклад учёного в таксономию: к 2006 году описано 2 порядка, 2 семейства, 18 секций, 42 новых вида грибов и предложено 118 таксономических комбинаций.
К 2006 году получено 14 патентов (СССР, США) на новые штаммы культивируемых съедобных и лекарственных грибов.

## Организаторская деятельность
Деятельность С. П. Вассера как организатора науки началась ещё в годы аспирантуры — были организованы конференции молодых учёных-ботаников, затем публикация материалов конференций.
Будучи зав. отделом альгологии, руководит созданием многотомника «Флора водорослей континентальных водоёмов Украины», в 1987 году организует в Черкассах всесоюзное совещание по актуальным проблемам современной альгологии, работает над созданием справочника «Водоросли», становится ответственным редактором этого издания, которое вышло из печати в 1989 году. Под руководством Вассера проведена реконструкция альготеки — коллекции, в которой хранятся образцы, собранные несколькими поколениями альгологов института. Наибольшим достижением Вассера как руководителя отдела называют создание им в 1991 году журнала «Альгология». С 1994 года журнал выходит также в переводе на английский язык (издательство Scriptio, США). Позже, в 1999 году, С. П. Вассер стал основателем ещё одного международного журнала — «International Journal on Algae».
Работая в Израиле, Соломон Павлович заинтересовался ещё одной научной и прикладной сферой микологии — исследованиями лекарственных свойств грибов. В 2000 году он основал международное издание «International Journal of Medicinal Mushrooms» и стал его главным редактором, в 2001 организовал международный конгресс по лекарственным грибам (англ. Medicinal Mushrooms in Health Care and Nutrition) в Киеве; в 2003 такой же конгресс прошёл в Таиланде, а в 2005 — в США.
Соломон Павлович Вассер является также членом редколлегий нескольких международных журналов по ботанике, микологии, экологии и медицине, членом нескольких национальных (Германия, США, Израиль) и международных научных обществ и комитетов.

## Эпоним таксономических имён
В честь С. П. Вассера названы виды грибов:
- Agaricus wasseri Bon et Courtec. 1985
- Lepiota wasseri Bon 1994
- Lichenochora wasseri S. Kondr. 1996
- Пахикитоспора Вассера (Pachykytospora wasseri Zmitr., Malysheva et Spirin 2007) — видовой эпитет дан в связи с 60-летним юбилеем учёного[4]
- Placogeia wasseri (Bukhtiyarova et Pomazkina) 2013[5] — вид диатомовой водоросли.